# Kaisa Alanko
Pour les articles homonymes, voir Alanko.
Kaisa Alanko est une joueuse finlandaise de volley-ball, née le 3 janvier 1993, à Vaasa (Finlande). Elle mesure 1,75 m et joue au poste de passeuse.

## Biographie
Lors de la saison 2023-2024 avec Levallois Paris, elle est sacrée championne de France après la double victoires de son équipe en finale des play-offs face à Nantes.

## Clubs
| Club                    | De           | À             |
| ----------------------- | ------------ | ------------- |
| LP Kangasala            | 2011-2012    | 2012-2013     |
| 1. VC Wiesbaden         | 2013-2014    | 2015-2016     |
| USC Münster             | 2016-2017    | 2016-2017     |
| Schweriner SC           | 2017-2018    | 2017-2018     |
| VB Nantes               | 2018-2019    | 2020-2021     |
| MKS Radomka Radom       | juillet 2021 | décembre 2021 |
| Volley Vallefoglia (it) | janvier 2022 | juin 2022     |
| SF Paris Saint-Cloud    | 2022-2023    | 2023-2024     |

## Palmarès

### En sélection nationale
- Ligue européenne
  -  : 2017.

### En club
- Championnat de Finlande
  - Finaliste : 2013.
- Coupe de Finlande (1)
  - Vainqueur : 2013.
- Championnat d'Allemagne (1)
  - Vainqueur : 2018.
  - Troisième : 2014.
- Supercoupe d'Allemagne (1)
  - Vainqueur : 2017.
- Championnat de France (1) :
  - Vainqueur en 2024.
  - Finaliste : 2019.
- Coupe de France
  - Finaliste : 2019.

### Distinctions individuelles
- 2018 : Ligue européenne — Meilleure serveuse